# Campeonato Mundial de Atletismo em Pista Coberta de 2014 - Salto em altura masculino
A prova do Salto em altura masculino do Campeonato Mundial de Atletismo em Pista Coberta de 2014 foi disputada entre 8 e 9 de março na Ergo Arena em Sopot, na Polônia.

## Recordes
Antes desta competição, os recordes mundiais e do campeonato nesta prova eram os seguintes:
|    | Nome             | Nacionalidade | Altura  | Local              | Data               |
| -- | ---------------- | ------------- | ------- | ------------------ | ------------------ |
| WR | Javier Sotomayor | Cuba          | 2m 43cm | Budapeste, Hungria | 4 de março de 1989 |
| CR | Javier Sotomayor | Cuba          | 2m 43cm | Budapeste, Hungria | 4 de março de 1989 |

## Medalhistas
| Ouro                     | Prata            | Bronze                 |
| Mutaz Essa Barshim (QAT) | Ivan Ukhov (RUS) | Andriy Protsenko (UKR) |

## Cronograma
| Data       | Hora  | Evento        |
| ---------- | ----- | ------------- |
| 8 de março | 12:05 | Eliminatórias |
| 9 de março | 16:30 | Final         |

## Resultados

### Eliminatórias
Qualificação: 2,31 m  (Q) ou os 8 melhores qualificados (q).  
| Colocação | Atleta                 | Nacionalidade  | Provas | Provas | Provas | Provas | Resultado | Notas |
| Colocação | Atleta                 | Nacionalidade  | 2,16   | 2,21   | 2,25   | 2,28   | Resultado | Notas |
| --------- | ---------------------- | -------------- | ------ | ------ | ------ | ------ | --------- | ----- |
| 1.        | Andrij Procenko        | Ucrânia        | o      | o      | o      | o      | 2,28      | q     |
| 1.        | Daniił Cypłakow        | Rússia         | o      | o      | o      | o      | 2,28      | q     |
| 3.        | Michael Mason          | Canadá         | o      | o      | xo     | o      | 2,28      | q     |
| 3.        | Mutazz Isa Barszim     | Catar          | xo     | o      | o      | o      | 2,28      | q     |
| 5.        | Zhang Guowei           | China          | o      | o      | o      | xo     | 2,28      | q, SB |
| 6.        | Erik Kynard            | Estados Unidos | o      | xo     | o      | xo     | 2,28      | q     |
| 7.        | Marco Fassinotti       | Itália         | o      | o      | o      | xxx    | 2,25      | q     |
| 7.        | Iwan Uchow             | Rússia         | o      | –      | o      | –      | 2,25      | q     |
| 9.        | Mihai Donişan          | Roménia        | o      | xo     | o      | xxx    | 2,25      |       |
| 10.       | Wang Yu                | China          | o      | o      | xo     | xxx    | 2,25      | SB    |
| 11.       | Robert Grabarz         | Reino Unido    | xo     | xo     | xo     | xxx    | 2,25      |       |
| 12.       | Tom Parsons            | Reino Unido    | o      | o      | xxo    | xxx    | 2,25      |       |
| 13.       | Dusty Jonas            | Estados Unidos | o      | o      | xxx    |        | 2,21      |       |
| 13.       | Ali Mohd Younes Idriss | Sudão          | o      | o      | xxx    |        | 2,21      |       |
| 15.       | Ryan Ingraham          | Bahamas        | o      | xxo    | xxx    |        | 2,21      |       |
| 16 !      | Donald Thomas          | Bahamas        | xxx    |        |        |        | NM        |       |
| 17 !      | Arturo Chávez          | Peru           | xxx    |        |        |        | NM        |       |

### Final
A final ocorreu dia 9 de março. 

| Colocação         | Atleta             | Nacionalidade  | Provas | Provas | Provas | Provas | Provas | Provas | Provas | Provas | Resultado | Notas |
| Colocação         | Atleta             | Nacionalidade  | 2,20   | 2,25   | 2,29   | 2,32   | 2,34   | 2,36   | 2,38   | 2,40   | Resultado | Notas |
| ----------------- | ------------------ | -------------- | ------ | ------ | ------ | ------ | ------ | ------ | ------ | ------ | --------- | ----- |
| Medalha de ouro   | Mutazz Isa Barszim | Catar          | o      | o      | o      | o      | o      | o      | o      | xxx    | 2,38      | AS    |
| Medalha de prata  | Iwan Uchow         | Rússia         | o      | –      | o      | –      | o      | –      | xxo    | xxx    | 2,38      |       |
| Medalha de bronze | Andrij Procenko    | Ucrânia        | o      | o      | o      | xxo    | x-     | o      | xxx    |        | 2,36      | PB    |
| 4.                | Erik Kynard        | Estados Unidos | o      | o      | o      | xo     | o      | x-     | xx     |        | 2,34      | SB    |
| 5.                | Daniił Cypłakow    | Rússia         | o      | o      | o      | xo     | x-     | xx     |        |        | 2,32      |       |
| 6.                | Marco Fassinotti   | Itália         | o      | o      | o      | xxx    |        |        |        |        | 2,29      |       |
| 7.                | Zhang Guowei       | China          | xo     | xxo    | xo     | xxx    |        |        |        |        | 2,29      | SB    |
| 8.                | Michael Mason      | Canadá         | o      | o      | xxx    |        |        |        |        |        | 2,25      |       |

Legenda
| Recorde mundial       | Recorde mundial (World record)               |                       | Recorde africano                      | Recorde africano (African) |                                           | Q | Classificado por posição (Qualified) |
| Recorde do campeonato | Recorde do campeonato (Championship record)  | Recorde da América    | Recorde da América (Americas)         | q                          | Classificado por melhor tempo (Qualified) |   |                                      |
| Melhor marca do ano   | Melhor marca do ano (World leading)          | Recorde asiático      | Recorde asiático (Asian)              | DNS                        | Não largou (Did not start)                |   |                                      |
| Recorde nacional      | Recorde nacional (National record)           | Recorde europeu       | Recorde europeu (European)            | DNF                        | Não terminou (Did not finish)             |   |                                      |
| Recorde pessoal       | Recorde pessoal do atleta (Personal best)    | Recorde da Oceania    | Recorde da Oceania (Oceania)          | DSQ / DQ                   | Desclassificado (Disqualified)            |   |                                      |
| Recorde da temporada  | Recorde da temporada do atleta (Season best) | Recorde sul-americano | Recorde sul-americano (South America) | NM                         | Sem marca (No mark)                       |   |                                      |